# Kaarma-Kungla
Kaarma-Kungla est un village de la commune de Saaremaa (jusqu'en octobre 2017 commune de Lääne-Saare) du comté de Saare en Estonie. Jusqu'en octobre 2017, le village s'appelait Kungla.
Au 31 décembre 2011, il comptait 25 habitants.